# Lilla Gäddsjön, Blekinge
Lilla Gäddsjön är en sjö i Ronneby kommun i Blekinge och ingår i Ronnebyåns huvudavrinningsområde.